# Nemonte Nenquimo
Nemonte Nenquimo (provincia de Pastaza, 1985) es una activista indígena y miembro de la nación Huaorani de la región amazónica de Ecuador. Es la primera mujer presidenta de los Huaorani de Pastaza, gobernado por el Consejo de Coordinación de la Nacionalidad Huaorani de Ecuador-Pastaza (CONCONAWEP), y cofundadora de la organización sin fines de lucro dirigida por indígenas Alianza Ceibo.
En 2020, fue nombrada en la lista Time 100 de las 100 personas más influyentes del mundo, la única mujer indígena en la lista y la segunda ecuatoriana en ser nombrada en su historia. El Programa de Naciones Unidas para el Medio Ambiente le otorgó el premio Campeones de la Tierra en la categoría "Acción e inspiración" en reconocimiento a su trabajo.
Nenquimo fue la demandante contra el gobierno ecuatoriano para prevenir la extracción de petróleo en medio millón de acres de tierras ancestrales Huaorani en la selva amazónica. La demanda culminó en 2019 con un fallo favorable para los Huaorani.

## Vida
Nenquimo nació en la comunidad de Nemompare en 1985 en la región de Pastaza de la Amazonía ecuatoriana. Es miembro de la nación huaorani de cazadores-recolectores.
En 2015, Nenquimo cofundó la Alianza Ceibo, una organización sin fines de lucro liderada por indígenas para proteger las tierras indígenas de la extracción de recursos. Fue elegida la primera mujer presidenta de la organización huaorani de la provincia de Pastaza (CONCONAWEP) en 2018.

## Fallo judicial de 2019

Ubicación del parque nacional Yasuní y la tierra Waorani en Ecuador

Como parte de CONCONAWEP (Consejo Coordinador de la Nacionalidad Waorani de Ecuador-Pastaza), Nenquimo presentó una demanda con el Defensor del Pueblo de Ecuador contra el gobierno ecuatoriano. Nenquimo fue la principal demandante en la demanda. En 2019, un panel de tres jueces de la Corte Provincial de Pastaza falló a favor de proteger medio millón de acres de la selva amazónica en Ecuador de la perforación petrolera.
El fallo sentó un precedente, exigiendo al gobierno ecuatoriano que antes de subastar tierras, las comunidades indígenas deben participar en un proceso de consentimiento libre, previo e informado de acuerdo con los estándares del derecho internacional y la Corte Constitucional del Ecuador. Este precedente legal puede ser utilizado por otras naciones indígenas para frenar la extracción de recursos dentro de sus territorios.
Un desfile de cientos de huaorani celebró el fallo en abril de 2019 en Puyo, la capital regional de la oriental provincia de Pastaza. Muchos viajaron grandes distancias para asistir.

## Premios y distinciones
En 2020, apareció en la lista Time 100, la única mujer indígena ese año y una de las primeras amazónicas en ser nombrada.
Formó parte de la lista de las 100 mujeres de la BBC anunciada el 23 de noviembre de 2020.
En 2020, Nenquimo recibió el Premio Medioambiental Goldman, conocido como El Nobel ambiental.